# Hastings-Ouest
Pour les articles homonymes, voir Hastings.
Hastings-Ouest fut une circonscription électorale fédérale de l'Ontario, représentée de 1867 à 1925.
C'est l'Acte de l'Amérique du Nord britannique de 1867 qui divisa le comté d'Hastings en trois districts électoraux, soit Hastings-Est, Hastings-Ouest et Hastings-Nord. Abolie en 1924, la circonscription fut redistribuée parmi Hastings-Sud et Hastings—Peterborough.

## Géographie
En 1867, la circonscription d'Hastings-Ouest comprenait:
- La ville de Belleville
- Le village de Trenton
- Le canton de Sydney

En 1903, après l'abolition de la circonscription d'Hastings-Nord elle comprenait:
- Les cantons de Sydney, Rawdon, Huntingdon, Marmora and Lake, Wollaston, Faraday, Herschel, McClure, Wicklow et Bangor
- Les villages de Marmora et de Sterling
- La ville de Trenton
- La cité de Belleville

## Députés
1. 1867-1882 — James Brown, CON
2. 1882-1888 — Alexander Robertson, CON
3. 1888-1902 — Henry Corby, CON
4. 1902-1924 — Edward Guss Porter, CON
5. 1924-1925 — Charles Edward Hanna, PLC

- CON = Parti conservateur du Canada (ancien)
- PLC = Parti libéral du Canada